# Antonio Sánchez de Bustamante y Sirvén
Antonio Sánchez de Bustamante y Sirvén (ur. 13 kwietnia 1865 w Hawanie, zm. 25 sierpnia 1951 tamże) – kubański prawnik i dyplomata.
Profesor prawa międzynarodowego na uniwersytecie w Hawanie, reprezentował Kubę na międzynarodowej konferencji rozbrojeniowej w Hadze (1907) oraz na konferencji pokojowej w Paryżu w 1919. Jest autorem tzw. „kodeksu Bustamante” – kodeksu międzynarodowego prawa prywatnego, który został przyjęty w 1928 i ratyfikowany przez 15 krajów latynoamerykańskich.